# ABUS

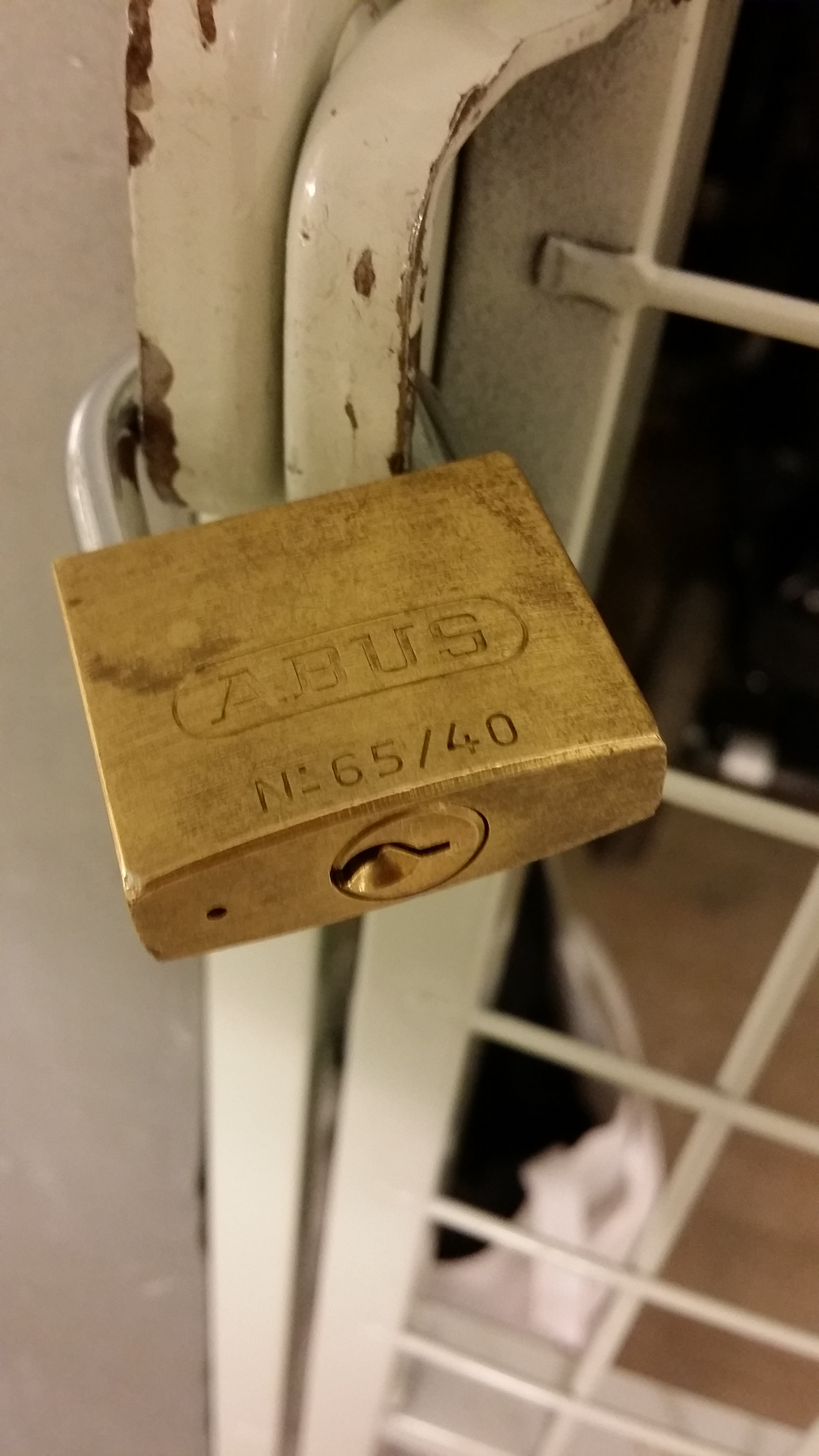
ABUS 65/40

ABUS is een Duitse leverancier van beveiligingsproducten en fabrikant van sloten en kettingen, opgericht in 1924 en gevestigd in de stad Wetter in het Ruhrgebied in Noordrijn-Westfalen. De naam ABUS is een acroniem voor August Bremicker und Söhne KG. Het bedrijf is gespecialiseerd in veiligheidssloten voor deuren en ramen, hangsloten en sloten voor fietsen en andere voertuigen. 